# Somaliasparv
Somaliasparv (Emberiza poliopleura) är en afrikansk fågel i familjen fältsparvar inom ordningen tättingar.

## Utseende och läten
Somaliasparven är en 15 cm lång fältsparv, lik flera andra afrikanska arter med gul undersida, brun ovansida och pregnant svartvitt streckat ansikte. Den är blekare än guldbröstad sparv med ryggfjädrarna kantade i grått, ej kastanjebrunt. Vidare är strecken i ansiktet bredare och flankerna är vita, ej gulbeige. Den är även blekare än brungumpad sparv och har tydligare vitt vingband än denna samt grå, ej brun övergump. Liknande arten svartkindad sparv saknar det vita strecket över kinden under ögat. Honan är något mattare färgad än hanen, medan ungfågeln är blekare med fläckat bröst. Sången består av en enkel serie med toner i engelsk litteratur återgivna som "suweet tweest".

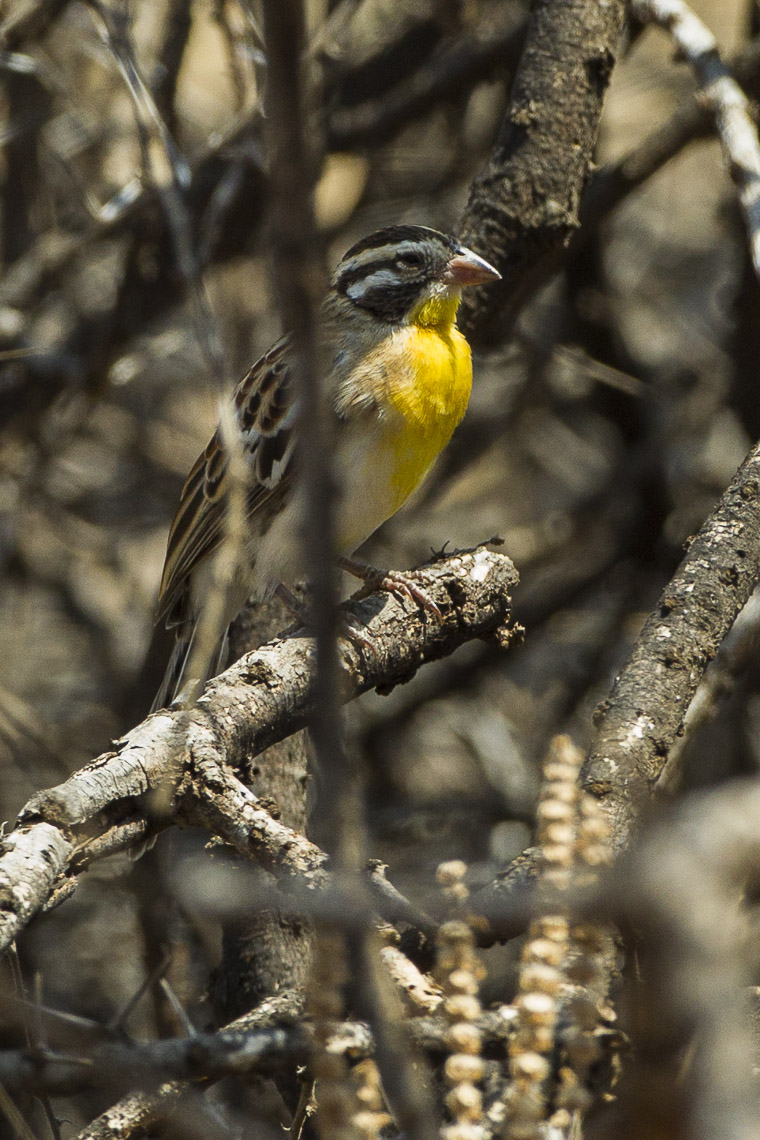

## Utbredning och systematik
Fågeln förekommer från Sudan till Etiopien, Somalia, Uganda, Kenya och nordöstra Tanzania. Den behandlas som monotypisk, det vill säga att den inte delas in i några underarter.

### Släktestillhörighet
Somaliasparven placeras traditionellt i släktet Emberiza, men vissa taxonomiska auktoriteter har nu delat upp Emberiza i flera mindre släkten. Denna art och övriga afrikanska fältsparvar bryts ut till släktet Fringillaria.

## Levnadssätt
Somaliasparven hittas i halvtorra och torra buskmarker med Acacia. Födan består huvudsakligen av gräsfrön, men den tar också mjuka, gröna blad och insekter som termiter, skalbaggelarver och fjärilar. Häckningsbiologin är dåligt känd, men den häckar huvudsakligen mellan april och juni i Etiopien, Somalia och norra Kenya samt november–januari i södra Kenya och Tanzania.

## Status och hot
Arten har ett stort utbredningsområde och en stor population med stabil utveckling och tros inte vara utsatt för något substantiellt hot. Utifrån dessa kriterier kategoriserar internationella naturvårdsunionen IUCN arten som livskraftig (LC). Världspopulationen har inte uppskattats men den beskrivs som ganska vanlig.